# Charles Messier
Charles Messier (26 de juny de 1730 - 12 d'abril de 1817) va ser un astrònom francès conegut per compilar un catàleg de 110 objectes de l'espai profund (nebuloses i cúmuls d'estels) (els objectes Messier) que porta el seu nom. Aquest catàleg es va publicar per primera vegada el 1774. Els objectes Messier es numeren de l'M1 a l'M110 i encara avui en dia els afeccionats els coneixen per aquest nom. Explica la llegenda que Messier, gran afeccionat a la caça de cometes, va iniciar el seu catàleg amb l'objecte M1 (la Nebulosa del Cranc) la nit del 28 d'agost de 1758, quan buscava al cel el cometa de Halley, durant la primera visita predita per l'astrònom anglès. Messier estava interessat a catalogar aquells objectes per poder distingir-los dels errants, la qual cosa li facilitaria la tasca de buscar cometes. El 14 de juny Messier va descobrir el cometa Lexell de 1770, en la constel·lació Sagitari, just quan havia acabat una observació de Júpiter i estava examinant diverses nebuloses.
El cràter Messier de la Lluna i l'asteroide (7359) Messier van ser batejats en el seu honor.